# ديفيد سوسانتو
ديفيد سوسانتو مواليد 21 يوليو 1991 في جاكرتا، هو لاعب كرة مضرب إندونيسي يلعب باليد اليمنى ويحتل حالياً المرتبة رقم. 1402 (29 يناير 2018) في تصنيف رابطة محترفي كرة المضرب. أعلى تصنيف له في الفردي كان المركز الـ 732 في سنة 2017. أعلى تصنيف له في الزوجي كان المركز الـ 642 في سنة 2017.

## روابط خارجية
- ديفيد سوسانتو على موقع رابطة محترفي التنس (الإنجليزية)
- ديفيد سوسانتو على موقع الاتحاد الدولي لكرة المضرب (الإنجليزية)
- ديفيد سوسانتو على موقع كأس ديفيز (الإنجليزية)
- ديفيد سوسانتو على موقع خلاصة التنس.كوم (الإنجليزية)